# Геозображення
Геозображення — будь-яка генералізована, масштабна, просторово-часова, модель земних об'єктів або процесів, представлена в образній (іконічній) формі. Поняття геозображення охоплює традиційні поліграфічні і електронні карти, фотокарти, блок-діаграми, рельєфні карти і стереомоделі, кінокарти, анаморфози, аеро- і космічні знімки, картографічні анімації, віртуальні зображення і інші.
Опрацюванням геозображень займається наука геоіконіка. Уперше концепцію геоіконіки було сформульовано професором О. М. Берлянтом в середині 1980-х.

## Види
Види геозображень:
- плоскі (двовимірні)
- об'ємні (тривимірні)
- динамічні (три- і чотиривимірні).

### Ресурси Інтернету
- Берлянт А. М. Графические модели мира [Архівовано 25 серпня 2017 у Wayback Machine.]